# Liechtenstein címere

Liechtenstein címere

Liechtenstein címere egy hat részre osztott pajzs. A négy negyedet átfedő kisebb pajzson a hercegi család színei láthatók, felül az arany, alul a vörös szín. A nagypajzs első negyedébe Szilézia címere került, a másodikba Szászországé, a harmadikban Troppau címerét ábrázolták, a negyedik negyedben pedig Kelet-Friesland címere látható. A két alsó negyed közé Jägendorf címere ékelődik be. Az egyes negyedek azokat az országokat jelképezik, amelyekből a hercegi család származik. A címert a hercegség idealizált jelképe, a korona és egy vörös palást díszíti.
A kiscímer arany és vörös színű.